# Liza Josselyn
Liza Josselyn, född 21 juni 2021, är en fransk varmblodig travhäst. Hon tränas och körs av Jean-Michel Bazire.
Hon började tävla 2023 och inledde med två raka segrar. Hon har hittills sprungit in 191 800 euro på 8 starter varav 6 segrar och 1 tredjeplats. Hon har tagit karriärens hittills största seger i Prix Ozo (2024).
Hon har även segrat i Prix de Chatillon (2024), Prix Aschera (2024) och kommit på tredjeplats i Prix Albert-Viel (2023).

## Statistik
| Statistik för Liza Josselyn (Ref.) | Statistik för Liza Josselyn (Ref.) | Statistik för Liza Josselyn (Ref.) | Statistik för Liza Josselyn (Ref.) | Statistik för Liza Josselyn (Ref.) | Statistik för Liza Josselyn (Ref.) |
| ---------------------------------- | ---------------------------------- | ---------------------------------- | ---------------------------------- | ---------------------------------- | ---------------------------------- |
| Starter                            | Placeringar                        | Startprissumma                     | Segerprocent                       | Platsprocent                       | Rekord                             |
| 8                                  | 6-0-1                              | 191 800 euro                       | 75 %                               | 88 %                               | 1.12,1ak,                          |

### Större segrar
| År   | Lopp              | Kusk               | Vinstbelopp | Grupp   |
| ---- | ----------------- | ------------------ | ----------- | ------- |
| 2024 | Prix de Chatillon | Jean-Michel Bazire | 31 500 EUR  | Grupp 3 |
| 2024 | Prix Aschera      | Jean-Michel Bazire | 31 500 EUR  | Grupp 3 |
| 2024 | Prix Ozo          | Jean-Michel Bazire | 54 000 EUR  | Grupp 2 |

### Starter
| Nr | Datum             | Lopp               | Bana      | Kusk               | Tid     | Distans | Plac. | Vinstbelopp |
| -- | ----------------- | ------------------ | --------- | ------------------ | ------- | ------- | ----- | ----------- |
| -  | 10 maj 2023       | Kvallopp           | Caen      | Hédi Le Bec        | 1.18,5a | 2 140 m | gdk   | 0 euro      |
| 1  | 11 september 2023 | Prix des Zinnias   | Caen      | Romain Congard     | 1.16,9a | 2200 m  | 1     | 6 750 euro  |
| 2  | 22 september 2023 | Prix Aquitania     | Vincennes | Jean-Michel Bazire | 1.16,8a | 2200 m  | 1     | 17 100 euro |
| 3  | 10 februari 2024  | Prix Michel Potiez | Vincennes | Romain Congard     | 1.19,5a | 2700 m  | 0     | 0 euro      |
| 4  | 25 februari 2024  | Prix d'Aigueperse  | Vincennes | Jean-Michel Bazire | 1.15,2a | 2700 m  | 1     | 22 950 euro |
| 5  | 23 mars 2024      | Prix de Chatillon  | Vincennes | Jean-Michel Bazire | 1.14,6a | 2 700 m | 1     | 31 500 euro |
| 6  | 19 april 2024     | Prix Aschera       | Vincennes | Jean-Michel Bazire | 1.13,6a | 2 175 m | 1     | 31 500 euro |
| 7  | 28 maj 2024       | Prix Ozo           | Vincennes | Jean-Michel Bazire | 1.13,1a | 2 175 m | 1     | 54 000 euro |
| 8  | 23 juni 2024      | Prix Albert-Viel   | Vincennes | Jean-Michel Bazire | 1.12,1a | 2 700 m | 3     | 28 000 euro |